# Racismo en Perú
El racismo en Perú comprende actitudes negativas y prácticas discriminatorias basadas en la raza o la etnia, históricamente arraigadas y reflejadas en diversos aspectos sociales. Este racismo sistémico ha sido evidente desde el virreinato del Perú, donde los colonizadores españoles establecieron una aristocracia criolla, lo que condujo a una endogamia profundamente arraigada entre los blancos y a una movilidad social limitada para otros grupos raciales, quienes conforman la mayoría de la población nacional.
El centralismo, la concentración de riqueza y poder en Lima, exacerbó la discriminación racial y geográfica. Esto condujo a la desigualdad económica, y los grupos indígenas de las zonas rurales se enfrentaron a la pobreza y a unos servicios sanitarios deficientes. El término «cholo» se convirtió en una etiqueta despectiva para las personas indígenas o mestizas de aspecto indígena, y la división racial entre la población urbana y la rural se hizo muy evidente. Con el tiempo, muchos peruanos discriminados empezaron a discriminarse y rechazarse a sí mismos, un fenómeno social conocido como «racismo internalizado». Además, también incrementó la discriminación contra los afroperuanos y los inmigrantes asiáticos. 
A lo largo de la historia de Perú, los intelectuales y las figuras políticas negaron a menudo la existencia del racismo, enmarcando en su lugar las jerarquías sociales en torno a la clase y el intelecto, que seguían influidas por el racismo sistémico. A pesar de los periodos en los que se prestó más atención a las cuestiones raciales, la discriminación persistió, manifestándose de diversas formas, como el uso despectivo de términos como «serrano» para los migrantes rurales y «burguesía chola» para los empresarios indígenas o mestizos de éxito. 
La violencia racial y el genocidio figuran también en la historia del país, como las atrocidades cometidas durante el genocidio del Putumayo y el genocidio matsés. El conflicto interno de 1980 a 2000 se cebó aún más con los grupos indígenas y mestizos, y la campaña de esterilización forzosa del Plan Verde en los años 90 fue un claro ejemplo de limpieza étnica. El racismo sigue existiendo en el Perú moderno, como demuestran estrategias políticas como el terruqueo, que utiliza connotaciones raciales para desacreditar a los oponentes.

## Antecedentes

### Perú colonial
Desde la época del virreinato del Perú, con el establecimiento de los colonizadores españoles, se formó una aristocracia criolla con una fuerte endogamia entre los blancos, donde el mestizaje no era algo común en comparación con otras clases sociales.

### República del Perú
Desde que se independizó de España en 1821, Perú ha experimentado patrones duraderos de racismo sistémico y clasismo. Estas tendencias se han visto perpetuadas por las prácticas endogámicas de la población blanca. Este racismo contribuyó a importantes disparidades económicas, con la riqueza concentrada en Lima como consecuencia del centralismo, mientras que los grupos indígenas de las zonas rurales se enfrentaban a la pobreza y a unos servicios sanitarios deficientes. El centralismo también fomentó el racismo geográfico. En Lima, el término «limeños» solía referirse a los residentes predominantemente blancos, mientras que el término «cholo» se asociaba a los indígenas o individuos de aspecto indígena.
De 1910 a 1930, los intelectuales analizaron intensamente las cuestiones raciales. Sin embargo, a medida que avanzaba el siglo XX, el racismo se hizo más encubierto, manifestándose a través de la discriminación basada en la clase o la cultura más que en términos raciales explícitos. Los intelectuales pasaron de establecer jerarquías sociales basadas en la raza a otras basadas en el intelecto. No obstante, este sistema siguió estando influido por el centralismo. Los niveles más altos de educación, predominantemente accesibles en Lima, conferían una forma de «blanquitud» a sus ciudadanos, elevando su estatus social. Por el contrario, a los habitantes de las regiones periféricas, con acceso limitado a la educación, se les negaba un reconocimiento social similar.
En los años 1990 se evidenciaron prácticas discriminatorias en discotecas de Lima, donde se crean relaciones interpersonales e intergrupales. Luego de las denuncias presentadas por Indecopi a diversos establecimientos, el Congreso de la República elaboró en 1998 una ley contra el racismo que fue aprobada. Los dueños de los establecimientos respondieron a la nueva ley convirtiéndolos en clubes sociales privados.
El racismo continuó en las redes sociales en 2010. A raíz del caso de Edita Guerrero, dos integrantes del programa de entrenimiento Combate tuvieron que explicar su existencia y animaron a combatirla.

## Discriminación hacia los indígenas

### Choleo
En la sociedad peruana es común que se rechacen los aspectos culturales y raciales de los pueblos indígenas, a quienes varias personas descalifican como atrasados e ignorantes. Debido a un proceso de aculturación, actualmente muchos indígenas se consideran a sí mismos como "mestizos" por haber abandonado su lengua, cultura y costumbres. El uso de la palabra «cholo», también extendida en otros países sudamericanos, tiene un fuerte componente racista que se ha atenuado en las últimas décadas, adquiriendo matices de diferente connotación (incluso afectiva), dependiendo del contexto en el que se utilice. El término «serrano» se usa habitualmente de manera peyorativa para designar al individuo de la Sierra que emigró a Lima u otras grandes aglomeraciones urbanas del país, existiendo también discriminación contra las personas de las zonas rurales. Los peruanos con antecedentes de la Sierra que están educados son descritos como «gente inteligente y decente» y reconocidos como «blancos honorarios». El término «burguesía chola» se refiere a un grupo de origen indígena o mestizo que, a través de la creación de empresas y otras iniciativas privadas, ha alcanzado niveles socioeconómicos superiores a la media nacional en términos de ingresos y poder adquisitivo, en un escenario de libre mercado, con el fin de diferenciarlos de la aristocracia criolla tradicional.

### Violencia

#### Violencia étnica y genocidio

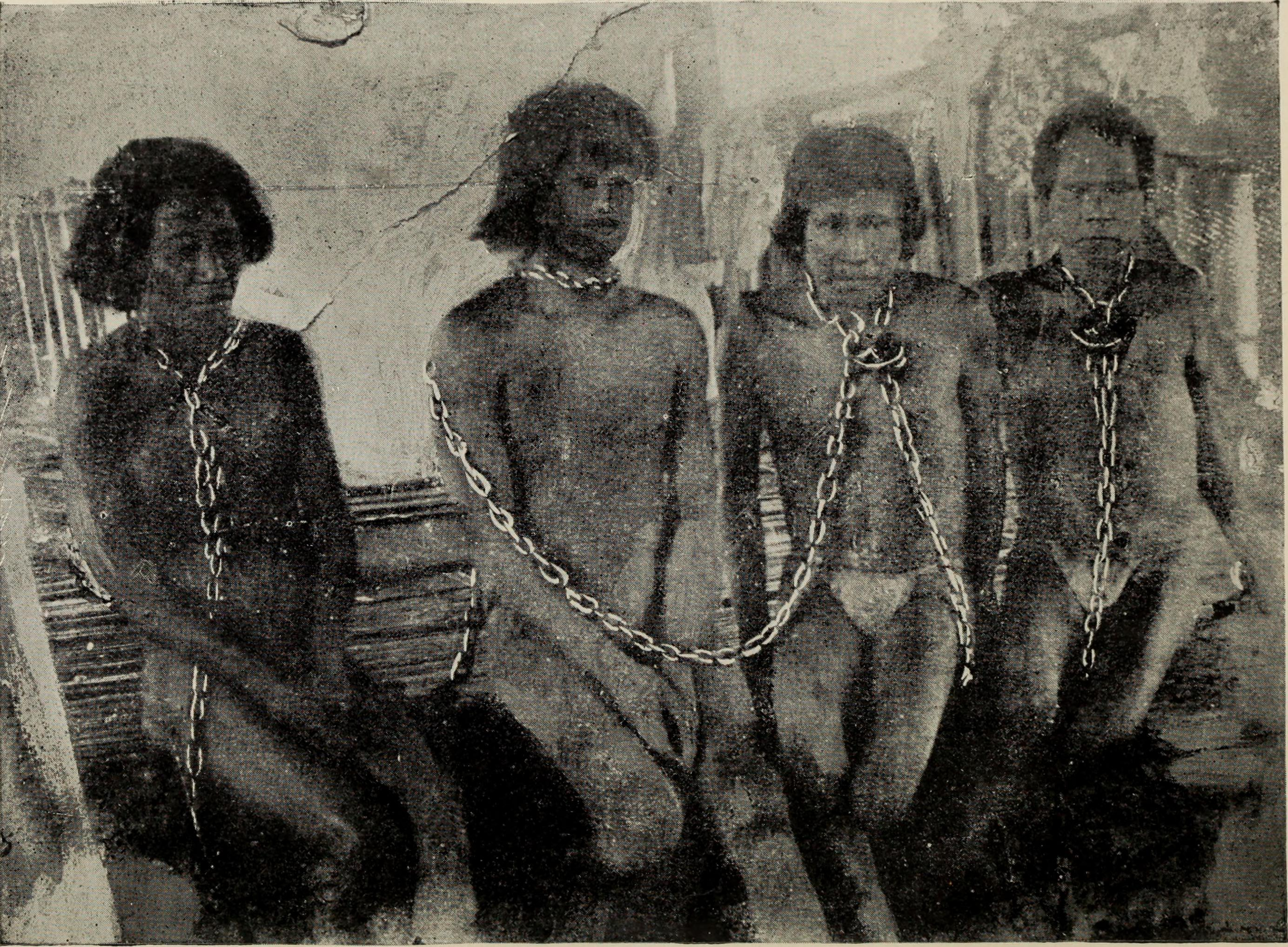
Indígenas peruanos esclavizados durante el genocidio del Putumayo

Durante la fiebre del caucho en la Amazonía peruana entre 1879 a 1912, empresarios caucheros tomaron prisioneros a indígenas a los cuales se les cometió diversos crímenes de lesa humanidad; los indígenas eran tratados de «inferiores», el suceso fue calificado posteriormente como el genocidio del Putumayo. Como resultado de este genocidio, entre 40 000 y más de 250 000 indígenas peruanos fueron asesinados.
En 1964, el primer gobierno del presidente Fernando Belaúnde Terry desde Lima bombardeo la cuenca del río Yavarí en el departamento de Loreto, el suceso fue conocido como el genocidio matsés, pues el objetivo de Belaúnde fue exterminar a las comunidades indígenas mayorunas, la campaña publicitaria para favorecer el acto del gobierno calificó a los mayorunas como «más sanguinarios que cualquier piel roja del far west» y al exterminio con la frase: «A sangre y fuego, civilización y barbarie se disputan un territorio en que hasta ayer campeaban la víbora y el tigre».
Entre 1980 y 2000, los grupos indígenas y mestizos de la selva y las montañas peruanas fueron las principales víctimas del conflicto armado interno en Perú. Para la Comisión de la Verdad y Reconciliación, la discriminación y el racismo, a través del terror, fueron uno de los factores determinantes del desarrollo de la guerra interna. En un esfuerzo por estabilizar la nación, las Fuerzas Armadas de Perú redactaron el Plan Verde, una presunta operación militar clandestina desarrollada durante el conflicto interno; esta habría implicado en el genocidio de peruanos empobrecidos e indígenas (especialmente a las mujeres quechuahablantes), el control o censura de los medios de comunicación en la nación y el establecimiento de una economía neoliberal controlada por una junta militar en Perú. El Plan Verde detallaba un objetivo para esterilizar a los ciudadanos empobrecidos en lo que Fernando Rospigliosi describió como «francamente parecidas a las nazis», con los militares escribiendo que «es conveniente la utilización generalizada de procesos de esterilización de los grupos culturalmente atrasados y económicamente pauperizados», describiendo a estos grupos como «cargas innecesarias» y que «dado el carácter de incorregible y la carencia de recursos [...] sólo queda el exterminio total». El exterminio de los peruanos vulnerables fue descrito por los planificadores como «como interés económico, es una constante imprescindible en la estrategia de poder y desarrollo del [E]stado». Cuando Alberto Fujimori asumió el cargo en 1990, se habrían adoptado muchas de las políticas delineadas en el Plan Verde. La esterilización forzada de grupos vulnerables a través del Programa Nacional de Salud Reproductiva y Planificación Familiar (PNSRPF) ha sido descrita en varias ocasiones como una operación de limpieza étnica o genocida. Se estima que al menos 300 000 peruanos fueron víctimas de esterilización forzada en la década de 1990, con la mayoría afectada por el PNSRPF. Según investigaciones del subcomité del Congreso de Perú, USAID, el Fondo de Población de las Naciones Unidas (UNFPA) y la Fundación Nippon apoyaron los esfuerzos de esterilización del gobierno de Fujimori.
También se puede hablar del llamado holocausto asháninka, un genocidio perpetrado por miembros de la guerrilla de Sendero Luminoso contra este grupo étnico.

#### Terruqueo: Una táctica retórica divisoria
En Perú, ciertos grupos de derecha han empleado una estrategia conocida como terruqueo. Consistió en realizar campañas negativas y, en ocasiones, adoptar un tono estigmatizador a quienes se oponen a los puntos de vista antifujimoristas, a los oponentes políticos de izquierda y a los críticos del actual statu quo neoliberal como terroristas o simpatizantes del terrorismo. Esta estrategia se asocia particularmente a personas vinculadas con el fujimorsimo. Desde la década de 1980, el término terruco ha sido empleado públicamente por políticos de derecha en Perú para atacar a grupos de izquierda, progresistas e indígenas, a veces recurriendo a matices raciales.
Durante la segunda vuelta de las elecciones generales peruanas de 2021, surgió una avalancha de mensajes en las redes sociales que atacaban a los votantes que habían elegido a Pedro Castillo, un maestro rural de ascendencia andina, conocido por vestir atuendos tradicionales y hablar en español andino. Estos mensajes retrataban a estos votantes como ignorantes y abogaban por causar daño a las áreas rurales y a las comunidades indígenas, que se consideraban la base de apoyo para Perú Libre. El político conservador Rafael López Aliaga supuestamente hizo declaraciones incitando a la violencia, incluyendo presuntamente el cántico «¡Muerte al comunismo! ¡Muerte a Cerrón! ¡Muerte a Castillo!» ante sus seguidores en mayo de 2021. Además, durante un mitin organizado por el dueño de Willax TV, Erasmo Wong Lu, el 26 de junio de 2021, proclamó «Muerte al comunismo, fuera de aquí, comunistas asquerosos, habéis despertado al león, ¡a las calles!».
Durante las protestas políticas en Perú de 2022-2023, el término terruqueo se utilizó nuevamente, esta vez tanto por facciones de derecha como por el gobierno de Dina Boluarte, para calificar a los manifestantes de terroristas. Este etiquetado proporcionó a las autoridades un pretexto para responder con fuerza, a menudo sin rendir cuentas.

## Discriminación hacia los negros
Los primeros habitantes de raza negra fueron traídos al Perú con el establecimiento del Imperio español en los actuales territorios peruanos, quienes los llevaron como esclavos para desempeñarse en las labores de actividades productivas donde se requería una fuerte mano de obra, en el caso de los hombres, como la minería y la agricultura, y a las mujeres para trabajar en el servicio doméstico de las clases más acomodadas. El racismo hacia la comunidad afrodescendiente en Perú se manifiesta no solamente a los afroperuanos, sino que también hacia otros afroamericanos de otras nacionalidades residentes en el país.
La artista afroperuana Victoria Santa Cruz retrató su experiencia de discriminación durante su infancia en su poema Me gritaron negra.
En 2010, la activista Mónica Carrillo, protestó por el regreso del personaje del humorista Jorge Benavides "El Negro Mama" a la televisión, al considerarlo "denigrante y racista" para la comunidad afroperuana.
En 2013, la argentina Belén Estévez, pidió, entre lágrimas, disculpas a la familia Farfán (famosos por el comercial "Jueves de pavita" de la marca San Fernando), luego de que fuera duramente criticada por burlarse del aspecto físico de dicha familia al participar en un concurso realizado en el programa "Amor, amor, amor" de Frecuencia Latina.
En 2017, un spot publicitario de la conocida tienda por departamentos Saga Falabella, fue duramente criticado por discriminar a la comunidad afroperuana, al presentar a una modelo blanca frente a una modelo negra.
En 2018 el Ministerio de Cultura emitió un comunicado quejándose de una imitación estereotipada y racista del futbolista afroperuano Jefferson Farfán emitida en la filial peruana de la cadena de televisión Fox Sports.
A mediados de 2020 la empresa Alicorp decidió cambiar el nombre de su emblemática línea de preparados en polvo «La Negrita» debido a su posible imagen racista hacia la comunidad afroperuana. En octubre de 2021 se anunció que la marca se denominaría «Umsha», en referencia a la versión selvática de la yunza.
En 2023, el concursante del reality Esto es guerra, Gino Assereto, fue suspendido del programa, por hacer un comentario discriminatorio contra el participante Yojhan Escamilo, más conocido como "Chevy", comparándolo con un mono. A raíz de ello, el Ministerio de Cultura, presentó una denuncia contra el programa ante la Fiscalía, por tal caso de racismo, y luego, el Ministerio Público, dispuso abrir una investigación contra Assereto por sus comentarios racistas.

## Discriminación hacia los asiáticos

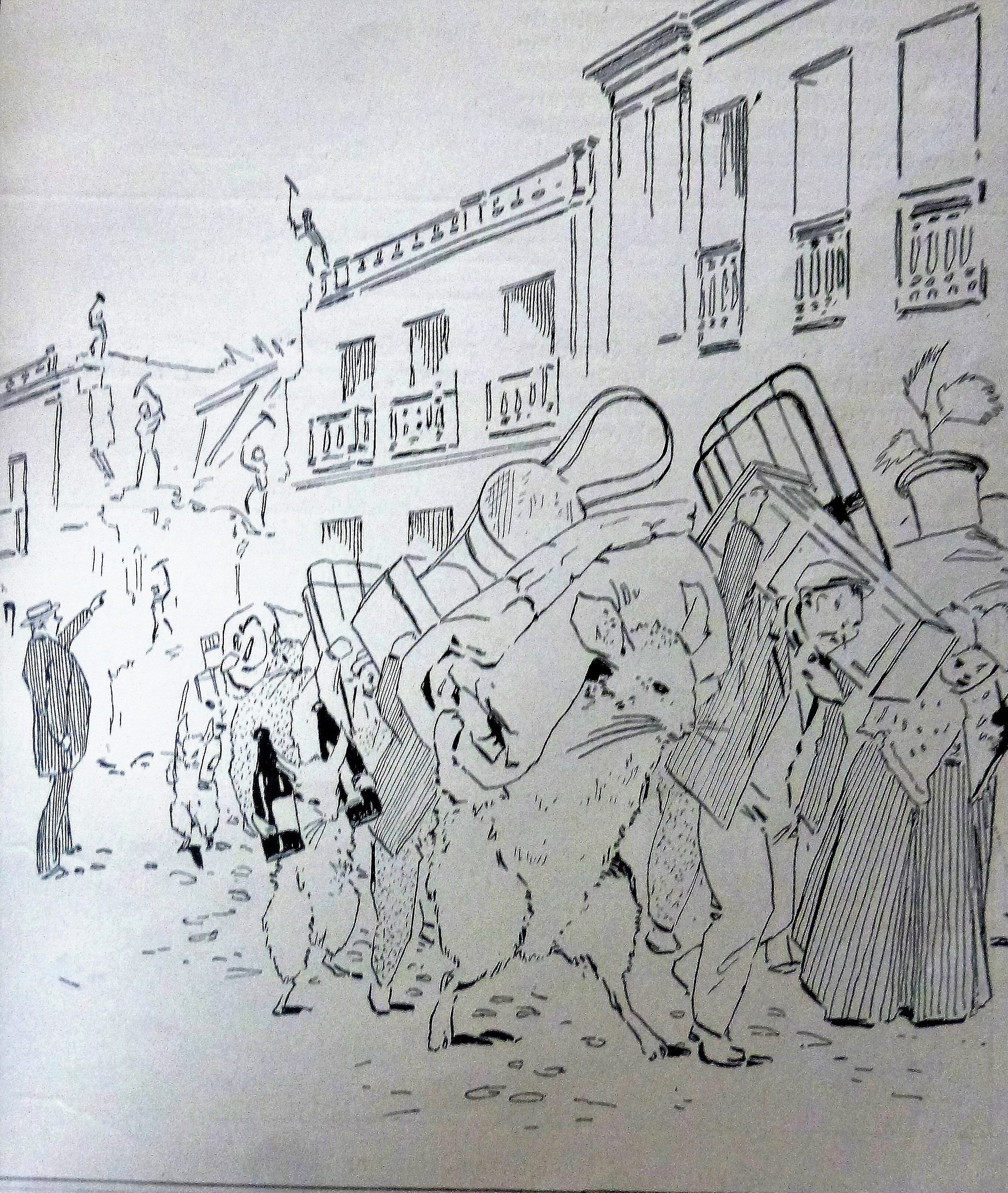
Intervención del callejón Otaiza en mayo de 1909, caricatura limeña que asocia a los inmigrantes chinos con ratas.

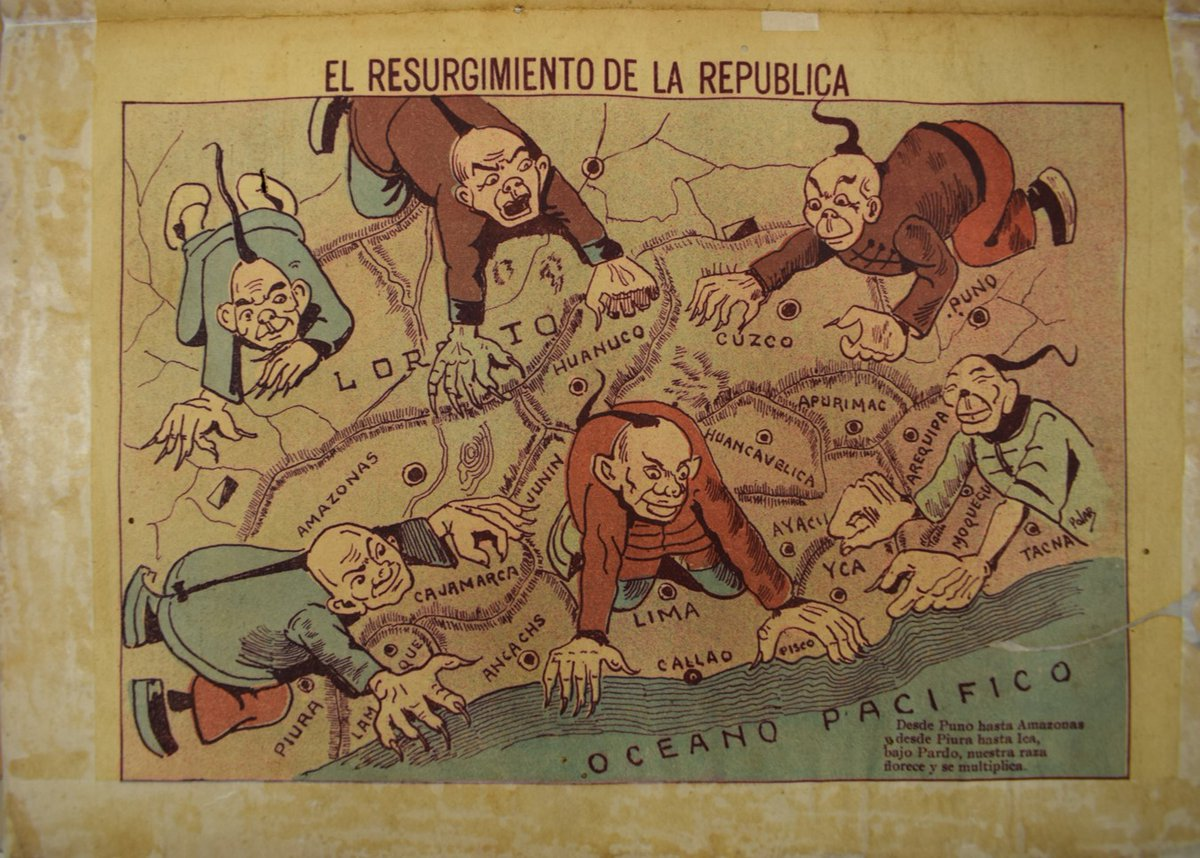
El resurgimiento de la República, caricatura de 1909 que demoniza a los chinos como invasores del Perú.

Los primeros inmigrantes chinos en los actuales territorios peruanos llegaron como reemplazo de los esclavos negros tras la abolición de la esclavitud en 1849. Aquellos inmigrantes fueron recibidos para trabajar especialmente en las labores agrícolas, en condiciones de explotación laboral y otras situaciones de condiciones de vida paupérrimas. En el caso de los japoneses ocurrieron situaciones similares. Con la elección de Alberto Fujimori como presidente del Perú, fueron comunes las expresiones racistas utilizadas por la oposición a su gobierno, generando un sentimiento antijaponés mediante argumentos de generalización apresurada y otras falacias contra la comunidad nikkei residente.
Durante la guerra del Pacífico, el gobierno peruano utilizó a los culís de origen asiático como mercenarios y soldados contra las tropas chilenas. El conflicto acrecentó el sentimiento antichino en la población peruana, principalmente por la ayuda de los culíes a las tropas de ocupación chilena, también en las azucareras los negros discriminaban a los chinos. Tras las derrotas de Chorrillos y Miraflores, la población limeña saqueo los comercios regentados por asiáticos y hubo matanza de chinos.
Para 1921, el consulado peruano en Hong Kong se encontraba colapsado de peticiones de inmigrantes chinos para irse al Perú, ante esta precisión el consulado llegó a emitir opiniones racistas hacia los inmigrantes:

(los chinos son) viles y ofensivos, y no consideran por un instante el buen nombre del Gobierno, ni de su representante, arrastrando su nombre y reputación, hasta ver coronados sus deseos; pero algún día se les debe hacer sentir el peso de la justicia, demostrándoles en esta forma la rectitud y justicia del Gobierno Peruano.
Consulado del Perú en Hong Kong, 14 de noviembre de 1921.

Durante el Oncenio de Leguía, la comunidad china ya había alcanzado un grado de influencia tal que comenzaron a presionar al gobierno peruano para que resuelva la discriminación antichina que existía en el consulado peruano de Hong Kong. En contraposición se llegó a crear una "Liga Patriótica Anti-asiática" para frenar la inmigración china en el país, y se intentó sacar una ley por medio del Congreso de la República para que no desembarcarsen chinos en el Callao. Este racismo también se vio presentado en algunos descendientes chino-peruanos contra las nuevas olas inmigrantes chinas. Luego del golpe de Estado de 1930, el nuevo gobierno del militar Luis Miguel Sánchez Cerro tomó medidas abiertamente antichinas, como prohibir totalmente el ingreso de chinos e incluso de chino-peruanos al país, y además no se compensó económicamente a los negocios chinos que fueron afectados por los disturbios del golpe de Estado, dichos empresarios chinos siguieron reclamando la compensación hasta 1936, sin éxito alguno.

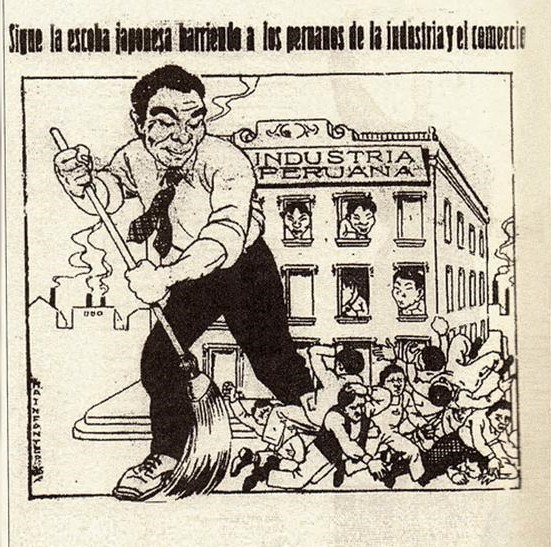
Sigue la escoba japonesa barriendo a los peruanos de la industria y el comercio, cartel antijaponés peruano durante la Segunda Guerra Mundial.

En la actualidad aunque la sociedad peruana vea como más abierto e integrados a los chinos que a los japoneses, es principalmente por la fuerte represión cultural que sufrieron por parte del gobierno peruano, pues tanto las posiciones políticas conservadoras como progresistas consideraban adecuado el maltrato a los chinos para lograr el «desarrollo»:

En la actualidad, muchos peruanos tienen una imagen de los chinos como más "abiertos" que los japoneses, mejor integrados en la sociedad peruana. Si ese es el caso, no se debe entenderlo como resultado de la tolerancia, ni de parte de la sociedad peruana, ni de la sociedad china, sino como resultado de los fuertes leyes antichinas que ejercieron presión sobre los chinos hasta el punto de que tenían que cambiar sus apellidos. Con casi ninguna inmigración nueva desde 1930 hasta los tiempos recientes, la colonia china llegó a ser constituida sólo por los chinos que habían vivido mucho tiempo en el país y sus hijos, es decir, los que se habían adaptado bien.
Adam McKeown en Inmigración china al Perú, 1904-1937; exclusión y negociación.

Los revolucionarios federalistas de Loreto liderados por el militar Guillermo Cervantes en 1896, calificaron a los inmigrantes chinos, así como a otras etnias que no fuera oriunda de Loreto, como «odiosas plagas». El historiador Jorge Bracamonte relata que la presencia de los chinos en la capital peruana eran vistos como «una amenaza a la salud pública peruana», a pesar de que las yerbas medicinales traídas desde Asia por los chinos fueron un bien apreciado para combatir a la epidemia de fiebre amarilla de 1868 en Lima y Callao.
En 1941, durante la Segunda Guerra Mundial, alrededor de 1800 latinoamericanos de origen japonés fueron acusados de espionaje sin pruebas y deportados a Estados Unidos por el gobierno del Perú. El 14 de junio de 2011 el gobierno de Alan García pidió perdón a Japón por el abuso cometido. Este suceso ha sido descrito como un caso de xenofobia y racismo hacia los asiáticos en Perú.
En el siglo XXI, se registró un fuerte sentimiento antijaponés relacionado con la política Keiko Fujimori, hija del expresidente Alberto Fujimori, especialmente en redes sociales durante las elecciones generales de 2011. El 30 de junio de 2017 el Ministerio de Cultura calificó de «denigrantes y racistas» a una columna humorística del periodista Rafo León por sus contenido con frases como «China te cuenta que...», «La china Tudela», «porcina ojo jalado», etc.
En 2021, el programa cómico El reventonazo de la chola de América Televisión fue acusado de racismo hacia la comunidad asiática al hacer una parodia de la serie surcoreana de Netflix El juego del calamar, imitando a los personajes de la mencionada serie.

## Antisemitismo
Durante la Segunda Guerra Mundial, los simpatizantes peruanos a la ideología nacionalsocialista impuesta en la Alemania nazi por Adolf Hitler, provocó un sentimiento antisemita entre los peruanos. Agrupaciones neonazis en Perú han manifestado públicamente el deseo de expulsar a los judeoperuanos del país.

## Discriminación hacia los blancos-europeos

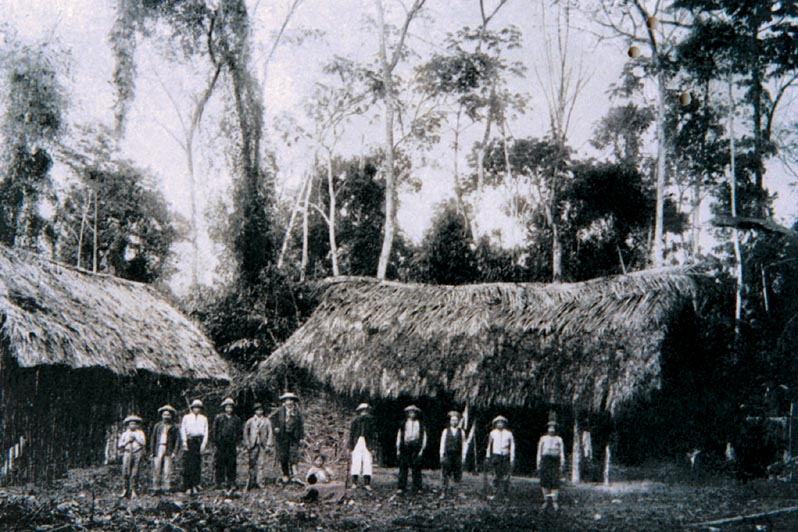
Inmigrantes austriacos en la entonces villa Pozuzo,.

Aunque más minoritaria que las otras discriminaciones, la aversión hacia las personas caucásicas, principalmente de origen europeo, se desarrolló en algunas ocasiones. Los refugiados españoles del Segundo sitio del Callao, que duró de 1824 a 1826 en el marco de la Independencia del Perú, así como otras comunidades hispanas fueron reprimidas y expulsadas del reciente Perú republicano, de los 12 000 españoles de 1821 que habitaban en el país antes de la independencia, en 1822, se había reducido a 600. Además, entre los 6000 a 8000 españoles que se resguardaron en el Callao durante el segundo sitio se redujo hasta solo 700 personas vivas entre militares y refugiados.
La colonia austríaca en el Perú en el contexto de la Segunda Guerra Mundial prefirió mantenerse al margen de las decisiones políticas por lo que evitaba asociarse tanto al Partido Nazi (Alemania) como al Frente Patriótico (Austria), eso no evitó que tras la anexión alemana de Austria llevada a cabo por Adolf Hitler, ellos fueran vistos como alemanes por compartir el mismo idioma, lo que trajo como consecuencias que sean marginados por la sociedad peruana. Los inmigrantes italianos fueron perseguidos por la posición de la Italia fascista dentro de las Potencias del Eje.
La ideología etnocacerista, surgida a inicios del siglo XXI, del revolucionario Antauro Humala es calificada de tener posturas antiblancas.

## Xenofobia

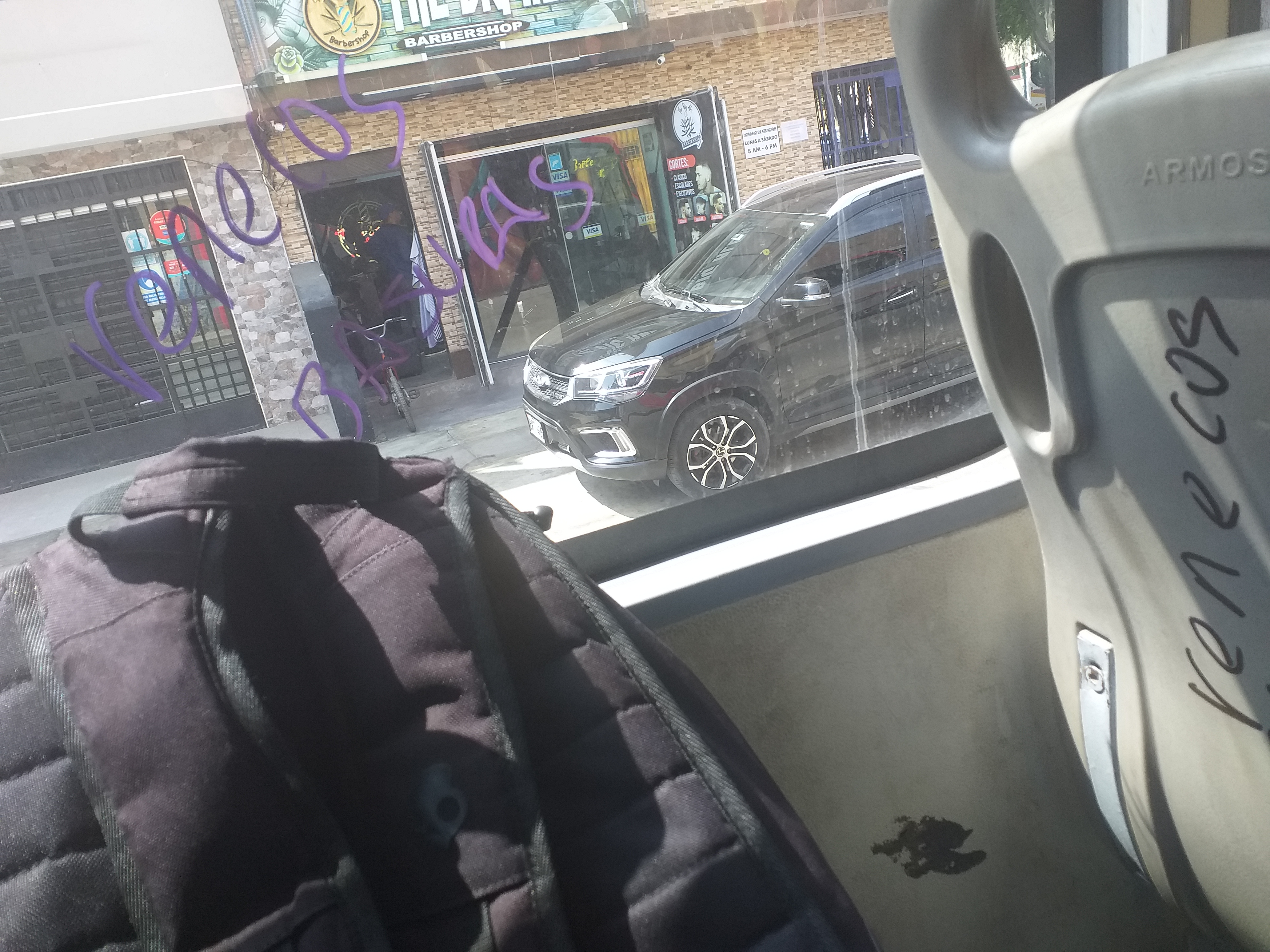
Transporte público en Perú con un rayado xenofóbico contra la comunidad venezolana residente

Históricamente, los actos xenofóbicos cometidos en el Perú, por lo general, han ido asociados hacia los extranjeros pertenecientes a los grupos étnicos anteriormente mencionados (indígenas, afroamericanos y asiáticos). No obstante, debido a los conflictos armados ocurridos en el pasado con algunos países vecinos, como Chile y Ecuador, también han existido, en menor medida, situaciones xenofóbicas contra chilenos y ecuatorianos. En el marco de los antecedentes de la Guerra del Pacífico, en 1879 el gobierno peruano ordenó la expulsión de ciudadanos chilenos de manera repentina a nivel nacional, los afectados fueron denigrados y sus propiedades confiscadas. La película Mono con gallinas, retrata en su título dos términos despectivos usados entre peruanos y ecuatorianos para referirse entre ellos.
Tras la explosiva inmigración venezolana en el Perú a partir del año 2017, principalmente producto de la crisis migratoria venezolana, han surgido sentimientos antivenezolanos y viceversa debido principalmente al choque cultural con los inmigrantes, que pueden tener tintes racistas, como también aporofóbicos, dependiendo cada caso particular.

## En otros medios

### Películas
- Yo perdí mi corazón en Lima (1933)
- Cholo (1972)

- Dioses (2008)
- La Teta Asustada (2009)
- Choleando (2012)[71]

### Televisión
- La paisana Jacinta (1999)
- Qué buena raza (2002)
- Al fondo hay sitio (2009)[72]
- La Perricholi (2011)
- Amazonas (Chile, 2012)[73][74][75]
- Camotillo el Tinterillo (2019)[76]
- Los otros libertadores (2021)

### Poesía
- «¡Me gritaron negra!» (1978, Victoria Santa Cruz)

### Cuentos
- Alienación (1954, Julio Ramón Ribeyro)[77]

### Novelas
- Todas Las Sangres (1964, José María Arguedas)
- Huaco Retrato (2021, Gabriela Wiener)

### Música
- «El plebeyo» (c. 1930, Felipe Pinglo Alva)
- «Cholo soy» (1973, Luis Abanto Morales)
- «I am cholo» (1996, D'Mente Común)[78]
- «Tijeras» (2018, Renata Flores)[79]

### Actuación
- El cholo Juanito y Richard Douglas
- Cómicos ambulantes

### Académica
- Callirgos, Juan Carlos; Oboler, Suzanne (2015). «El racismo peruano». Ministerio de Cultura (Lima).
- Arrunategui, Carolina (2010). «El racismo en la prensa escrita peruana. Un estudio de la representación del Otro amazónico desde el Análisis Crítico del Discurso». Discurso & Sociedad 4 (3): 428-470. ISSN 1887-4606.
- Bruce, Jorge (2007). Nos habíamos choleado tanto : psicoanálisis y racismo (1ra edición). Lima: Universidad de San Martín de Porres, Fondo Editorial. ISBN 997254172X.